# Innenstadt (Lüdenscheid)
Innenstadt ist die Bezeichnung des zentralen Stadtteils von Lüdenscheid und gehört zum statistischen Bezirk 01 (Innenstadt / Staberg / Knapp) der Kreisstadt Lüdenscheid im westlichen Sauerland, Nordrhein-Westfalen. Speziell die Altstadt sowie die umliegenden Straßenzüge werden zur Innenstadt gezählt. Die Altstadt wiederum gruppiert sich vor allem um die zentral gelegene Erlöserkirche. Im Westen der Innenstadt liegt der Stadtteil Knapp, während sich im Osten der Stadtteil Staberg anschließt. Außerdem liegt die Fußgängerzone der Stadt vollständig im Stadtteil Innenstadt. Der Stadtteil Innenstadt selbst ist das wahrscheinlich älteste bekannte Siedlungsgebiet der Stadt Lüdenscheid.

## Bildungs- und Forschungseinrichtungen

### Denkfabrik
Das Projekt Denkfabrik der Regionale 2013 ist ein durch die EU-gefördertes Programm zur Weiterentwicklung des Bahnhofsquartiers zu einem Bildungs- und Forschungsstadtteil.
Seit Anfang April 2013 informiert eine neue Schautafel am Bahnhof Lüdenscheid über die Umbauarbeiten am dortigen Areal. Dort sollen sich Interessierte einen Überblick über das Areal der Denkfabrik verschaffen können. Wie das zukünftige Areal aussehen soll, sollen Fotos und Grafiken zeigen. Auch die einzelnen, inhaltlichen Bausteine sind dort erklärt. Dazu gehören unter anderem das seit März 2012 neu eröffnete Gebäude der Fachhochschule Südwestfalen, sowie die in Kürze beginnenden Stadtumbauarbeiten Richtung Innenstadt und der neue 75-Meter-hohe Turm der Phänomenta Lüdenscheid, der im Inneren ein Foucaultsches Pendel erhalten soll. Auch die Brücke über die Gleise soll das Bild des jetzigen Areals stark verändern. Das ehemalige Bahnhofs- und Brachgelände soll demnach insgesamt zu einem wichtigen Bildungs- und Technologiezentrum für ganz Südwestfalen erwachsen.
Zudem wurde dem Planungs- und Bauausschuss der Stadt Lüdenscheid Ende September 2013 eine erste Konzeption von Stelen für das Viertel der Denkfabrik vorgestellt. An den markanten Stelen sollen die Besucher demnächst möglichst leicht ablesen können, wie sie zur nächsten Attraktion der Denkfabrik kommen. Dies soll vor allem „Ortsfremden“ die Orientierung im Viertel der Denkfabrik erleichtern. Den Zuschlag für die Konzeption der Stellen hatte eine heimische Werbeagentur bekommen. Laut der planenden Werbeagentur lassen sich die Folien auf den Stelen bei Aktualisierungen relativ leicht gegen neue Folien austauschen.

### Deutsches Institut für angewandte Lichttechnik (DIAL)
Das Deutsche Institut für angewandte Lichttechnik (DIAL) hat ebenfalls einen Neubau auf dem Bahnhofsgelände errichtet. Das Gebäude steht nun neben dem Bau des Finanzamtes. Außerdem hat die Stadt dem DIAL eine Optionsfläche von 3000 m² zugesichert, falls dieses sich noch einmal vergrößern will. Die Grundsteinlegung für das neue Gebäude am Bahnhof erfolgte bereits am 13. Juli 2011. Am 7. Januar 2013 bezogen die 70 Beschäftigten der DIAL GmbH offiziell das neue Gebäude an der Bahnhofsallee 18. Die Kosten des Neubaus lagen lt. dem Unternehmen mit 4,5 Millionen Euro netto für 3000 Quadratmeter Fläche unter denen eines herkömmlichen Baus. Nochmals 3000 Quadratmeter seien auf zehn Jahre optional für eine Erweiterung zu nutzen, sie sollen zunächst aber nur Parkplatz für das neue Gebäude sein. Ein doppelter Boden in dem Gebäude lasse Platz für neue Technologien, wobei kaum neue Leitungen gezogen werden mussten, fast alles laufe elektronisch in dem Neubau. Das Gebäude komme außerdem ohne Heizkörper aus, da die Wärme der Menschen und PCs schon bald zur kompletten Beheizung ausreichen sollen.

### Entwicklungs- und GründerCentrum Lüdenscheid (EGC)
An der Karolinenstraße 8 besteht seit Längerem das Entwicklungs- und GründerCentrum Lüdenscheid (EGC). Zu den wesentlichen Aufgaben dieses überregional bedeutenden Technologiezentrums gehören lt. der Unternehmenshomepage „die Förderung von Existenzgründungen und jungen Unternehmen, sowohl produktions- als auch dienstleistungsorientiert, die Förderung von Forschung und Entwicklung, durch industrieorientierte, praxisnahe Institute für die mittelständische Wirtschaft, berufliche Qualifikation und Weiterbildung in Kooperation mit verschiedenen Trägern, Dienst- und Serviceleistungen für Unternehmen und Konferenzen und Seminare in eigenen Tagungsräumen.“ Lt. dem Technologiezentrum soll „den jungen Unternehmen und Existenzgründern in guter Umgebung die Möglichkeit zum Aufbau und zur Weiterentwicklung gegeben werden. Neben angemessenen Räumlichkeiten sollen Beratung z. B. durch die Institute in technischer Hinsicht und Fachberatungen, die beispielsweise betriebswirtschaftlichen Probleme der Existenzgründung, der Unternehmensführung oder der Finanzierung behandeln, in dem Institut angeboten werden. Daneben stehen zweckorientierte Gemeinschaftseinrichtungen, wie eine zentrale Information, ein Büroservice mit eigener Telefonzentrale, mehrere Besprechungs- und Seminarräume im Konferenzzentrum, dem ein Casino angegliedert ist, zur Verfügung.“ Seit Tätigkeitsaufnahme des EGCs wurden lt. eigener Aussage insgesamt 100 Existenzgründer und junge Unternehmen in dem Technologiezentrum aufgenommen.

### Fachhochschule Südwestfalen
Darüber hinaus entstand bis Februar 2012 ein neuer Standort der Fachhochschule Südwestfalen für bis zu 600 Studenten am nahen Bahnhof Lüdenscheid. Es werden dort seit dem Sommersemester 2012 Studiengänge in den Fachrichtungen Maschinenbau, Medizintechnik, Kunststofftechnik und Wirtschaftsingenieurwesen-Gebäudesystemtechnik angeboten.
Am Mittwoch, dem 14. März 2012 wurde der Neubau der Fachhochschule Südwestfalen eingeweiht. Der Platz für Erweiterungsbauten ist in unmittelbarer Nachbarschaft durch den Rückbau von Bahnhofsbauten und Gleisanlagen vorhanden.
Ende August 2013 wurde bekannt, dass die Pläne zur Erweiterung der Fachhochschule von der Verwaltung weiter vorangetrieben werden. Denkbar sei indes auch, dass anstatt nur Teil-Studiengänge auch künftig ganze Studiengänge am Fachhochschulstandort Lüdenscheid angeboten werden könnten. Mitte September 2013 wird am Fachhochschulstandort in Lüdenscheid für alle Fächer außerdem ein Numerus clausus eingeführt, da es mittlerweile wesentlich mehr Anmeldungen als Plätze an der Fachhochschule in Lüdenscheid gibt.

### Geschichtsmuseum der Stadt Lüdenscheid
Gegenüber vom Kulturhaus Lüdenscheid befindet sich in den Räumlichkeiten des „Alten Amtshaus“ an der Sauerfelder Str. 14 – 20 das Geschichtsmuseum der Stadt Lüdenscheid. Neben der Dauerausstellung von Objekten zur Industrie- und Technikgeschichte, finden regelmäßig Sonderausstellungen in den Räumen des Museums statt. Aus einem Bericht der Lüdenscheider Nachrichten vom 17. April 2013 wurde bekannt, dass die Brandmeldeanlage im Museum für 6.000 Euro erneuert werden soll. Die 40.000 Euro teure Beseitigung des Efeus von der Fassade des ehemaligen Amtshauses sei dagegen zunächst auf Eis gelegt worden.

### Institut für Umformtechnik Lüdenscheid
In der Lutherstraße 13 gibt es außerdem das Institut für Umformtechnik Lüdenscheid (IFU). Das IFU ist ein privatwirtschaftlich organisiertes Institut für wissenschaftliche und technische Beratung vor allem der Kleineisenindustrie und ist ebenfalls ein angegliedertes Institut der Fachhochschule Südwestfalen. Der Trägergesellschaft gehören derzeit (Juni 2007) 46 Unternehmen und Verbände an, darunter auch die Fachhochschule Südwestfalen.

### Kulturhaus Lüdenscheid
Ein weiterer wichtiger Bestandteil der Innenstadt von Lüdenscheid ist das Kulturhaus Lüdenscheid an der Freiherr-vom-Stein-Straße 9. Das Gebäude wurde 1981 fertiggestellt und ist bis heute ein wichtiger Veranstaltungsort in Lüdenscheid. Es finden regelmäßig Opern, Operetten, Musicals, Ballett, Schauspiel, Konzerte und ein breites Kleinkunstprogramm in den Räumlichkeiten des Kulturhauses statt.
Aus einem Bericht der Lüdenscheider Nachrichten vom 17. April 2013 wurde bekannt, dass knapp 100.000 Euro in Maßnahmen im Kulturhaus von Lüdenscheid fließen sollen. Lt. der Stadtverwaltung von Lüdenscheid sollen im Kulturhaus die Brandmeldeanlage erweitert, die Rettungswegeleuchten ausgetauscht und ein Galeriezug erneuert werden.

### Kunststoff-Institut Lüdenscheid

#### Allgemein
Als weiteres Institut befindet sich am Rande vom Stadtteil Grünewald in der Karolinenstraße 8 das Kunststoff-Institut Lüdenscheid. Das Kunststoff-Institut (mit vollem Namen Kunststoff-Institut für die mittelständische Wirtschaft NRW GmbH (K.I.M.W.)) ist ein privatwirtschaftliches Beratungs- und Forschungsinstitut für Kunststofftechnik, das 1988 durch 30 Unternehmen aus kunststoffrelevanten Branchen in Zusammenarbeit mit der Stadt Lüdenscheid und der Fachhochschule Südwestfalen (damals Fachhochschule Iserlohn) gegründet worden ist. Das Institut ist heute als angegliedertes Institut mit der Fachhochschule Südwestfalen weiterhin verbunden.

#### 2013
Am 16. Januar 2013 hatte das Kunststoff-Institut Lüdenscheid den US-Generalkonsul und den NRW-Staatssekretär zu einem Besuch eingeladen. Im Rahmen eines Rundgangs und der Gespräche wurden Pläne vorgestellt, dass ein neues „Polymer Training Centre“ errichtet werden soll. Es soll wie ein Internat funktionieren und ein regional und überregional angelegtes Schulungsangebot anbieten können. Rund 100 bis 150 Plätze soll das neue „Polymer Training Centre“ aufweisen. Als Bauplatz stehe die vor Jahren angekaufte, ehemalige Piepenstock-Fläche unterhalb des Instituts zur Verfügung, die derzeit als Parkplatz genutzt werde.
Am 12. April 2013 erschien erneut ein Bericht in den Lüdenscheider Nachrichten, dass das neue „Polymer Training Centre“ spätestens bis 2015 errichtet werden soll. Die noch bestehende Lackiererei an der Lutherstraße soll zu diesem Zweck komplett abgerissen werden. Das neue „Polymer Training Centre“ wird von den Planungspolitikern sehr begrüßt, da es gleichzeitig ein neuer Baustein der Denkfabrik in Lüdenscheid werden soll. Das neue „Polymer Training Centre“ soll demnach ein internatähnliches Schulungszentrum für technischen Nachwuchs werden. Für die Gestaltung des Geländes rund um das bereits bestehende Kunststoff-Institut (KIMW) soll es gleichzeitig einen Ideen-Wettbewerb geben. Er soll viele Impulse für das Aussehen des Internats, aber auch für das ganze Areal zwischen Karolinen-, Luther- und Bahnhofsstraße geben. Bis Mitte Mai 2013 solle demnach die Auswahl der teilnehmenden Büros erfolgen. Es wird zudem erwartet, dass dem Institut weitere Unternehmen an den Standort folgen werden, der fast in Gänze überplant wird – samt dem Parkplatz an Bahnhofs- und Karolinenstraße, sowie vielen hinterliegenden Bereichen. Der KIMW will mit dem Internat seinerseits Nachwuchs für seine Mitgliedsfirmen gewinnen. Maschineneinrichter oder Konstrukteure, auch aus kleineren und mittleren Firmen, könnten hier längere Lehrgänge absolvieren. Abbrecher von Berufsausbildungen oder FH-Studiengängen erhielten zudem neue Chancen durch vergleichbare Qualifikationen. So bilde die Branche junge Kunststoffstechniker damit selber aus.

#### 2015
Mitte Januar 2015 wurde dem Kunststoff-Institut Lüdenscheid vom Land NRW ein Förderbescheid über 2,8 Millionen Euro überreicht. Mit dem Bescheid wird ermöglicht, dass nun das „Polymer Training Centre“ (PTC) neben dem Kunststoff-Institut errichtet werden kann. Laut einem Zeitungsartikel soll das PTC neue Wege in der Wissensvermittlung gehen, Erstausbildung und Weiterbildung leisten. Es richtet außerdem an Studienabbrecher sowie auch altgediente Firmenmitarbeiter, die sich – ohne Abschluss – neu orientieren müssen.
Der neue fünfgeschossige Bau soll rund 5,2 Millionen Euro kosten und 1857 Quadratmeter reine Nutzfläche zusätzlich bieten. In dem Gebäude sollen 56 Büroarbeitsplätze, zwei Maschinenschulungsräume, zwei Schulungs- und vier Besprechungsräume sowie ein großer Konferenzraum entstehen. Zum Konzept soll außerdem ein Internatsbetrieb für Schüler, Studenten aus In- und Ausland sowie Facharbeiter während der Ausbildung gehören. Mit diesem Konzept will man neue Fachkräfte für die Region gewinnen und dem Fachkräftemangel in der Umgebung entgegenwirken.

### Lüdenscheider Altstadtbühne
An der Luisenstraße 21 befindet sich die Lüdenscheider Altstadtbühne. Sie ist ein Laientheater mit zirka 30 Aufführungen pro Jahr. Es wird jeweils ein Stück pro Saison (Oktober bis Mai) gespielt, meist sind es Boulevardkomödien oder Krimis. Der Träger des Laientheater ist der „Lüdenscheider Altstadtbühne e. V.“.

### Phänomenta Lüdenscheid
Ein Science Zentrum am Rande der Innenstadt ist die Phänomenta Lüdenscheid. Hier gibt es 120 interaktive Experimentierstationen, die das Interesse an naturwissenschaftlichen Zusammenhängen bei den Besuchern wecken soll.

### Stadtbücherei Lüdenscheid
Am Graf-Engelbert-Platz 6 in der Oberstadt der Innenstadt befindet sich die Stadtbücherei Lüdenscheid. Diese existiert seit 1857 und wurde seitdem regelmäßig erweitert. In der Stadtbücherei gibt es heute rund 130.000 Medien. Die etwa 200.000 Besucher sorgen jährlich für über 400.000 Ausleihen. Aus einem Bericht der Lüdenscheider Nachrichten vom 17. April 2013 wurde bekannt, dass laut der Stadtverwaltung 75.000 Euro in die Stadtbücherei gesteckt werden müssen. Hierbei soll es um den zweiten Bauabschnitt der Fenstersanierung, um die Herrichtung eines behindertengerechten Eingangs und die Reparatur von Brandschutztüren gehen.

### Städtische Galerie Lüdenscheid
Zusätzlich zum Geschichtsmuseum befindet sich in dem Gebäude Sauerfelder Straße 14 auch mittlerweile die Städtische Galerie Lüdenscheid. Vor dem Gebäude des Geschichtsmuseums und der Städtischen Galerie  befindet sich außerdem der seit 2003 unter Denkmalschutz stehende Selve-Brunnen.

### Volkshochschule Lüdenscheid
Die Volkshochschule Lüdenscheid hat neben ihrer Zentrale im Alten Rathaus von Lüdenscheid weitere Standorte in der Innenstadt. Da es jedoch teils massive Platzprobleme sowie ein großes Zugangsproblem für gehbehinderte Menschen in den Räumen des Alten Rathaus gibt, wurde immer wieder ein Umzug der VHS (zuletzt stand der Umzug zum Standort der Albert-Schweitzer-Hauptschule an der Kaiserallee an der Worth im Mittelpunkt der debatte) diskutiert. Jedoch entschied sich nach vielen Protesten von Bürgern, Vereinen und umliegenden Geschäften letztendlich die Politik dagegen, da die VHS auch ein wichtiger Besuchermagnet für die Alt- und Oberstadt von Lüdenscheid ist und man den teils massiven Laden-Leerständen in der Oberstadt mit dem Verbleib der VHS entgegenwirken möchte. Außerdem ist der zentrale Standort, mitten in der Innenstadt, und die gute Erreichbarkeit ein weiteres Argument für den Verbleib der VHS in den Räumlichkeiten des Alten Rathauses. Auch die Pläne die VHS im Rahmen des Projektes „Denkfabrik“ mit am Bahnhof von Lüdenscheid anzusiedeln, werden dadurch vorerst nicht weiterverfolgt.

## Geschichte
Ende des 19. Jahrhunderts ersetzte an der oberen Sauerfelder Straße die Pfarrkirche St. Joseph und Medardus die kleine Kreuzkapelle im Bereich des heutigen Sternplatzes. Vor allem der satteldachbekrönte Turm (54,15 Meter) ist ein prägender Teil des Gebäudes. Patrozinium der Kirche sind der Schutzpatron der Stadt Lüdenscheid Medardus und Josef von Nazareth (der Ziehvater Jesu), woraus sich auch der Name der Kirche ergibt. Das Gebäude gehört seit 1986 außerdem als Nr. 61 zur Liste der Baudenkmäler in Lüdenscheid.
1963 wurde ein Konzept der Stadtverwaltung von Lüdenscheid vorgestellt, in dem es die Planung gab, dass die heutige Sauerfelder Straße auf 2 Ebenen verlaufen sollte und die Eisenbahnlinie Brügge – Lüdenscheid vom Bahnhof Lüdenscheid aus bei einem Gefälle von nur einem Prozent unterirdisch weitergeführt werden sollte. Die Eisenbahnlinie hätte dann im 2. Untergeschoss am Zentralen Verkehrsknotenpunkt Sauerfeld im Stadtteil Innenstadt enden sollen. Außerdem sollten 500 Parkplätze unter dem heutigen Rathausplatz entstehen. Wegen der seinerzeit ,utopischen Vorstellung’ wurde das Projekt allerdings damals abgelehnt.
Die Altstadt war ursprünglich von einer Stadtmauer umgeben. Der letzte verbliebene Teil der mittelalterlichen Stadtmauer zwischen Ringmauer- und Corneliusstraße konnte Anfang der 1980er Jahre aus statischen Gründen nicht original erhalten werden. An seiner Stelle wurde eine neue Stützmauer mit turmartig anmutendem halbrunden Anbau gebaut und mit Bruchsteinplatten verblendet; im unteren Mauerteil wurden dafür die alten Platten verwendet. Die nur scheinbar historische Anlage soll an die einstige Befestigung der Stadt erinnern. Die Pläne der Stadt in den 1970er und 1980er Jahren, die historischen Bauten der Altstadt durch Mehrfamilienhäuser zu ersetzen, wurden nicht umgesetzt und so konnte die Konstellation der alten historischen Gebäude bis heute weitgehend erhalten bleiben. Bis heute ist die Altstadt nur für Autos der Anlieger zum Teil freigegeben worden und somit ist es eine eher verkehrsberuhigte Zone geblieben. Mehrere Straßen umgeben mittlerweile die Altstadt, um den Verkehr außenherum führen zu können. Einen Übersichtsplan über die historische Altstadt von Lüdenscheid kann man heute am zentral gelegenen Karussellplatz in der Innenstadt finden.

## Stadtbild

### Altenaer Straße
Das Gebäude an der Altenaer Straße 3a wurde im April und Mai 2013 umfassend saniert. Das Gebäude, aus dem Baujahr 1904, war das erste Gebäude, das mit Fördergeldern aus dem Fassadenprogramm der Denkfabrik verschönert wurde. Aus dem Umbau heraus entstand eine schmucke, dezent gehaltene Hauswand, die sich an den historischen Vorgaben ebenso orientiert wie am Aussehen der Nachbarn, wie etwa dem neuen Rathaus. Lt. der Stadt Lüdenscheid gibt es nach wie vor noch ausreichend Landesgeld für Sanierungsprojekte im Fördertopf der Denkfabrik. Interessierte Hausbesitzer könnten sich lt. Stadtverwaltung unverbindlich im Stadtumbaubüro an der Knapper Straße 41 zu allen Ideen und Fördermöglichkeiten der Denkfabrik beraten lassen.
An der Altenaer Straße 5, im Gebäude des heutigen Rathauses, befinden sich im Untergeschoss das Jugendkulturbüro Lüdenscheid, sowie die Beratungsstelle Lüdenscheid der Verbraucherzentrale NRW.
Zwischen 1891 und 1893 wurde an der Altenaer Straße 9 das „neue“ Postamt errichtet. Das Gebäude gehört heute der Stadt Lüdenscheid und wird seit 1985 von der städtischen Musikschule genutzt. Außerdem wurde gleichzeitig im Jahr 1985 die Fassade des Gebäudes aufgrund der vorliegenden ursprünglichen Bauplanungen saniert. Seit 1985 gehört das Gebäude ebenfalls als Nr. 41 zur Liste der Baudenkmäler in Lüdenscheid.
An der Altenaer Straße 10 gibt es zudem den städtischen Jugendtreff Stern-Center, der verschiedene Aktivitäten anbietet.

### Altes Rathaus
Da die Stadtverwaltung 1964 aus dem Alten Rathaus Lüdenscheid in ihr neues Gebäude am Rathaus- und Sternplatz ausgezogen war, zog 1973 das Kulturamt der Stadt in das Gebäude ein. 1979 zog die Städtische Galerie Lüdenscheid in das Alte Rathaus ein.
Im Februar 1989 eröffnete der Weltladentreff e. V. sein neues Domizil im Alten Rathaus Lüdenscheid. Die Ziele des Weltladentreff e. V. liegen unter anderem darin, dass er Informationen über die sozialen und wirtschaftlichen Verhältnisse in den Entwicklungsländern, über die Ursachen ihrer Unterentwicklung und über die Strukturen des Welthandels weitergeben will. Zudem sollen vermehrt Produkte aus wirtschaftlich unterentwickelten Ländern in dem Ladenlokal verkauft werden, die aus gemeinnützigen und/oder genossenschaftlich aufgebauten Organisationen oder Gruppen stammen. Somit soll erreicht werden, dass die Erlöse ohne Großkonzerne den produzierenden Menschen direkt zugutekommen.
Momentan befindet sich in dem denkmalgeschützten Bau die Zentrale der Volkshochschule Lüdenscheid. Das Gebäude liegt in der Altstadt und ist als Zentrale der Volkshochschule auch ein wichtiger Bestandteil der Innen- und Altstadt sowie der öffentlichen Bildungseinrichtungen in Lüdenscheid.
Am 23. November 2012 wurden außerdem die „Ge-Denk-Zellen“ im Alten Rathaus Lüdenscheid eröffnet. Sie sollen an die Inhaftierung von vielen unschuldigen Menschen während der NS-Zeit erinnern. Dazu zählten sowohl Sozialdemokraten, Kommunisten, Gewerkschafter und Juden als auch weitere Andersdenkende, die sich gegen das NS-Regime aufgelehnt hatten. Damit soll ein aktiver Beitrag gegen das Vergessen dieser zahllosen Inhaftierungen und Verbrechen vom damaligen NS-Regime geleistet werden.
Seit Dezember 2012 wird der italienische Renaissance-Stil des denkmalgeschützten Alten Rathauses durch strahlend weißes LED-Licht noch exakter ausgeleuchtet. Das gleichmäßig gebündelte Licht soll dabei die markanten Fensterbögen bis zum Dachfries hinauf nachzeichnen.

### Altstadt

#### Allgemein
Am 14. Februar 2013 gab NRW-Bauminister Michael Groschek im Rathaus bekannt, dass die Lüdenscheider Altstadt vom Land Nordrhein-Westfalen als Musterquartier für die „Heimat vor der Haustür“ ausgewählt werden soll. Das Schlagwort „Heimat vor der Haustür“ soll laut Groschek für altengerechtes und auch energetisch bezahlbares Wohnen stehen. Die Zielsetzung sei es Wohnungen zu schaffen, die es älteren Menschen ermöglichen soll, möglichst lange selbstständig in ihrer angestammten Umgebung zu bleiben. Für Groschek wäre auch ein Studenten-Wohnviertel in der Altstadt denkbar, wenn die Zahl der neuen Fachhochschul-Studenten weiterhin so stark anstiege wie zuletzt, wo sich 250 Studenten neu für Lüdenscheid eingeschrieben haben. Das Wohnpotenzial der Altstadt solle zusammen mit den Eigentümern weiter entwickelt werden. Das Ziel sei eine nachhaltige Wohnnutzung der Häuser. Vor eine Umwandlung der Altstadt sei in Lüdenscheid bis 2015 jedoch zunächst noch die Realisierung des Regionale-Projekts Denkfabrik zu setzen.
Von Seiten der Stadt wird dazu auch überlegt, ob ab 2016 auch eine Art von Stadtumbaubüro für die Alt- und Oberstadt errichtet werden könnte, wie es bereits an der Knapper Straße 41 am Knapp existiert. In diesem Viertel hätte das Stadtumbaubüro bereits zu spannenden Ergebnissen und zahlreichen Kontakten geführt.
Lt. einem Artikel aus den Lüdenscheider Nachrichten vom 2. März 2013 müssen aufgrund von massiver Bruchgefahr drei alte Pappeln an der Parkpalette Turmstraße gefällt werden. In der Vergangenheit kam es durch einen Ausbruch aus eine der drei alten Pappeln bereits zu Sachschäden.

#### Gebäude am Kirchplatz 23
Am Kirchplatz wird momentan ein weiteres Projekt verfolgt. Dort wo einst das erste Rathaus von Lüdenscheid stand und später das Hutgeschäft Jendritzki war, ist ein Café mit 35 Plätzen drinnen und 40 draußen am Kirchplatz 23 entstanden. Über dem Café sollen drei statt bisher zwei Etagen hochwertige und seniorengerechte Wohnungen beherbergen.
Das Dachgeschoss soll zudem einen eigenen Garten erhalten. Diese Pläne eines Olper Architekten und Investors sowie des neuen Inhabers des Cafés sorgten Ende 2012 für große Hoffnung bei Politikern und Verwaltungsspitzen im Planungsausschuss, da das neue Projekt auch in Zukunft weitere Investitionen in der Oberstadt auslösen könne und sich somit als Erfolg für die heute von Leerständen bedrohte Oberstadt erweisen könne.
Eine Terrasse für die Außengastronomie soll die Hanglage des Gebäudes auffangen. Der untere Bereich soll auch für gehbehinderte Menschen gut erreichbar sein. In die höheren Etagen, also ins Café und in die drei Wohnungen, soll es bei Bedarf per Aufzug gehen. Das Haus solle mit einer modernen Holzpellet-Heizung ausgestattet werden, die neuen seniorengerechten Wohnungen sollen zu mieten oder zu kaufen sein.
Der Inhaber selbst ist von seinem heutigen Standort an der Schemperstraße mit einem neuen Café und seinem Geschäft direkt in das Gebäude am Kirchplatz 23 umgezogen. Mit dem neuen Café sollen auch neue Arbeitsplätze entstehen. Mit der Eröffnung des Cafés und des Geschäftes rechne der Inhaber in der zweiten Jahreshälfte 2013. Die Rösterei des Inhabers soll nach wie vor in der Berg’schen Fabrik an der Altenaer Straße bestehen bleiben.
Anfang Juli 2013 wurde bekannt, dass das zweistöckige Café in den Wochen des Sommers 2013 eröffnen sollte.
Die offizielle Eröffnung des neuen Café „Fabriksken“ erfolgte am 6. Januar 2014.

#### Wirtshaus „Zum Schwejk“
Am Kirchplatz 1/1A gibt es ein weiteres prägendes Gebäude in der Altstadt: das heutige Wirtshaus „Zum Schwejk“ in einem Gebäude aus dem Jahr  1731. Die Tonnengewölbe könnten noch deutlich älter sein. Die Fassade des Hauses ist nicht komplett symmetrisch, sondern passt sich durch eine abgeknickte Ecke dem engen Straßenverlauf an. Das Gebäude wurde als Nr. 17 der Liste der Baudenkmäler in Lüdenscheid hinzugefügt.
Bis 1976 hatte die Bäckerfamilie Strunk in dem alten Haus Brot gebacken und gewohnt. Im Jahr 1978 öffnete nach einem behutsamen Umbau das Wirtshaus „Zum Schwejk“. Danach betrieb 30 Jahre lang die Pächter-Familie Köster die Gastronomie.
Im Mai 2014 wurde das Wirtshaus aufwändig saniert und für eine Weiternutzung im bisherigen Stil renoviert. Der Saalboden wurde in diesem Zuge ebenfalls erneuert.
Ende August 2014 fand unter neuer Regie die Wiedereröffnung des Wirtshauses „Zum Schwejk“ statt.

### Ehemaliges Peek & Cloppenburg-Gebäude
In den Räumen des ehemaligen Peek & Cloppenburg – Gebäude eröffnete nach erfolgten Umbau im Mai 2008 das Bekleidungsgeschäft TK Maxx. Es gibt sowohl einen Eingang zum Einkaufszentrum „Forum“, wie auch zum davor liegenden Rathaus- und Sternplatz.

### Ehemaliges SinnLeffers-Gebäude
Das ehemalige SinnLeffers-Gebäude (vormaliges Gebäude des Kaufhaus Krause) an der Wilhelmstraße 2 soll ebenfalls einem Neubau weichen. Das Düsseldorfer Textilunternehmen Peek & Cloppenburg möchte dort bis Frühjahr 2014 auch eine neue Filiale eröffnen. Zwei der dreieinhalb Etagen des neuen Eckhauses wollte die Drogeriemarkt-Kette Müller als Filiale nutzen. Jedoch hat sich die Drogerie Müller mittlerweile schon auf einer leerstehenden Ladenfläche im Stern-Center angesiedelt. Für den geplanten Neubau des Eckhauses soll auch das Haus Wilhelmstraße 10 mit seiner markanten Fassade abgerissen werden. Eigene Parkplätze für den Neubau werden aus Platzgründen voraussichtlich nicht realisiert werden können. Anfang Juli 2013 wurde mit den Vorbereitungen zum Abriss des alten Gebäudes begonnen. Zuerst soll es eine Asbestsanierung des alten Gebäudes geben. Diese soll vsl. ein halbes Jahr dauern.

### Ehemaliges Telekom-Gebäude
Das ehemalige Telekom-Gebäude neben der Lüdenscheider Hauptpost wird seit einigen Jahren von der Stadtverwaltung genutzt. Im untersten Geschoss des ehemaligen Telekom-Gebäudes befand sich zudem der zugehörige T-Punkt. Dann ist zuerst ein Copyshop und danach ein Café in das Ladenlokal des ehemaligen T-Punktes eingezogen.

### Forum
Das Einkaufs- und Freizeitzentrum Forum ist ebenfalls ein bedeutender Einkaufsbau in der Innenstadt von Lüdenscheid. Vor einigen Jahrzehnten gab es bereits ein bekanntes Kino („Apollo“) auf dem Gelände. Danach wurde das Forum neu errichtet und 1990 neu eröffnet. Bis vor wenigen Jahren befand sich dort auch das zentral gelegene Schwimmbad „Wellenbad“, das aus Kostengründen geschlossen werden musste. Die Sanierung des damals bestehenden Wellenbades wäre lt. der Politik und mehreren Gutachten zu kostenaufwändig geworden. Seit 2009 befand sich dann in dem aufwändig sanierten Wellenbad-Komplex das Kinderspielland „Tommywood“ (von 2007 bis 2009 hieß es unter anderem Betreiber „Tolliwood“). Außerdem wurde im Jahr 2008 der ehemalige Wellenbad-Komplex im Forum sowie das mit dem Forum verbundene Parkhaus Stadtmitte an den irischen Investor Burt Allen von den Lüdenscheider Stadtwerken verkauft. Nachdem es in den letzten Jahren massive Leerstände in dem Komplex gegeben hatte, haben sich in den letzten 6 Monaten des Jahres 2012 neue Nachmieter für einige der verwaisten Ladenlokale gefunden.
Am 10. August 2013 wurde jedoch bekannt, dass auch das stadtzentrale Spielparadies „Tommywood“ im Forum am Sternplatz am 30. September 2013 schließt. Auslöser seien anstehende Brandschutzmaßnahmen gewesen. Angesichts der Kosten hätte sich der Weiterbetrieb des „Tommywood“, das schon unter vielen Einschränkungen zu leiden gehabt habe, wirtschaftlich nicht mehr betreiben lassen. Von der Kündigung waren 12 Angestellte betroffen. Das von Leerständen gezeichnete Forum verlor mit dem Tommywood indes den letzten großen Ankermieter des einst belebten Einkaufszentrum. Laut ungesicherten Informationen aus der Zeitung „Lüdenscheider Nachrichten“ gebe es aktuell Interessenten für die gesamte Großimmobilie „Forum“ im Zentrum, die bisher das „Tommywood“, sowie weitere Geschäfte umfasst. Wie zuvor geplant, schloss am 30. September 2013 offiziell das Tommywood im Forum. Viele Teile des Inventars, insbesondere die Dekorationen, wurden weiterverkauft. Für die Nachnutzung der Räumlichkeiten gab es bis zur Schließung noch keine offizielle Stellungnahme des Vermieters.

### Gesundheitszentrum Sternplatz 1
Das ehemalige Geschäftsgebäude der damaligen Kaufhalle AG bzw. des danach eingezogenen Multistore am Sternplatz 1 wurde 2010–2011 zu einem Gesundheitszentrum mit Arztpraxen, einer Apotheke, einem Café, einer myToys.de-Filiale, einer SinnLeffers-Filiale und einem Wohnbereich für Betreutes Wohnen umgebaut. Die Vorteile für den Bau sahen die Projektplaner vor allem in dem nahegelegenen Busbahnhof „Sauerfeld ZOB“ sowie in die in dem Gebäude unten liegenden Tiefgarage wie auch in den umliegenden Parkhäusern.

### Gothaer-Haus
Auf der linken Seite der Hauptpost befindet sich das „Gothaer-Haus“ am Rathausplatz 25. Auch dieses Gebäude hat eine wechselvolle Geschichte hinter sich. In den obersten Etagen des Gebäudes befinden sich nach wie vor Wohnungen. Viele Jahre lang gab es zudem eine große Anzahl von Arztpraxen in den mittleren Etagen. Mittlerweile sind viele dieser Arztpraxen in andere Gebäude umgezogen. Außerdem gab es eine Zeit lang ein Kino in dem Gebäude. Draußen erinnert noch ein Schriftzug daran. Im untersten Stockwerk befinden sich momentan eine Apotheke, ein Friseur, ein Kiosk, ein gastronomischer Betrieb und eine Diskothek. Zu dem Gebäude zählt außerdem ein mehrstöckiges Parkhaus, was direkt in das Gebäude integriert ist und seine Ausfahrt zur Martin-Niemöller-Straße hat. In den letzten Jahren wurde die Außenfassade des Gebäudes saniert und mit weißen Platten verkleidet, die die ursprünglich braune Farbe des Gebäudes teilweise verdecken.

### Hasley
Südlich der Innenstadt im Stadtteil Hasley entstanden durch die kurzen Fußwege zu den Einkaufsmöglichkeiten und den medizinischen Einrichtungen der Innenstadt eine Vielzahl von Mehrfamilienhäusern mit altengerechten Wohnungen. Teilweise wird sogar Betreutes Wohnen in den Wohnanlagen angeboten. Durch die massiven Steigungen vom Hasley zur Innenstadt gibt es allerdings für ältere Bewohner diverse Schwierigkeiten die Innenstadt von Lüdenscheid zu erreichen. Dem sollte entgegengesteuert werden, indem eine Kleinbuslinie den Stadtteil Hasley mit der Innenstadt verbunden hätte. Die Buslinie hätte ca. 10 Haltestellen auf ihrem Linienweg angesteuert. Aufgrund der ungesicherten Finanzierung wurde das Projekt jedoch vorerst wieder aufgegeben. Stattdessen wird momentan überlegt einen Lebensmittelbestellservice für die älteren Bewohner des Hasley einzurichten. Vorher war dieser obere Teil des Hasley größtenteils durch die Flächen und Gebäude von ehemaligen Industriebetrieben geprägt worden.
Nachdem es recht ruhig um das Projekt der Kleinbuslinie für den Stadtteil Hasley geworden war, erschien am 24. Januar 2013 ein Bericht in den Lüdenscheider Nachrichten, dass es nach wie vor Planungen für eine passende ÖPNV-Erschließung des Hasley gebe. Im Rahmen dieser Planungen könnte es auch zu einer Kombination mit dem Projekt „City-E-Shuttle“ der Energiewende-Gruppe Lüdenscheid/MK kommen. In diesem neuen Projekt wird überlegt, ob auch Elektrobusse (E-Busse) einen neuen Linienweg im Hasley zumindest teilweise übernehmen könnten.

### Humboldtstraße
Im Jahre 2013 wurde an der Humboldtstraße 36 die alte „Villa Hueck“ komplett umgestaltet. Der neubarocke Prachtbau wurde im Oktober 2013 – mit Restaurant und Bistro, Weinhandlung, Versammlungsräumen und einer Wohnung – als Domizil der Lüdenscheider Service-Clubs und Treffpunkt für Wirtschaft, Politik und Kultur neu eröffnet. Es sollen bei dem Haus der „Dienst am Gemeinwohl“ und „die Förderung der Gemeinschaft“ im Vordergrund stehen. Die repräsentative Villa, die 1913 von Richard Noelle erbaut wurde und zwischen 1929 und 1993 im Besitz der Familie Hueck war, diente zuletzt als Altenheim „Villa Reseda“ und stand seit Februar 2009 leer. Das Konzept für die Nutzung der überbauten Fläche von 958 Quadratmetern plus Anbau und des mehr als 6000 Quadratmeter großen Parks steht bereits seit Mai 2012. Zusagen mehrerer Geldgeber lagen 2013 ebenfalls vor.
Unklar war noch, wo auf dem Gelände die rund 40 benötigten Stellplätze angelegt werden sollten. Dafür vorgesehen war das Dach des alten Bunkers neben dem Spielplatz an der Kerksigstraße – und möglicherweise der Spielplatz selbst. Als Ersatz wollten die Rotarier evtl. einen neuen öffentlichen Spielplatz in den Park integrieren – „und auch Betrieb und Pflege übernehmen“. Ein architektonischer sowie finanzieller Kraftakt war vor allem die Schaffung eines neuen dreigeschossigen Anbaus in Glas-/Stahloptik. Er entstand, von der Humboldtstraße aus gesehen, auf der linken Kopfseite der Villa und enthält neben Veranstaltungsräumen, auch Fluchtwege und einen neuen Aufzug vom Keller bis zum Dach sowie einen neuen Wintergarten. Nach dem erfolgten Umbau soll das Gebäude nun als „attraktives Ziel für Lüdenscheid und seine Bürger“ gelten.
Im Ausschuss für Stadtplanung und Umwelt der Stadt Lüdenscheid wurde im Juni 2012 mit 12 Stimmen Mehrheit dem Umbau an der „Villa Hueck“ zugestimmt. Der für die Innenstadt einzigartige Baumbestand sollte dabei allerdings weitestmöglich erhalten bleiben. Früher war das Gebäude und das Gelände bereits für diverse Lichtinstallationen der Lichtrouten Lüdenscheid genutzt worden.
Im August 2012 wurde bereits bekannt, dass die alte „Villa Hueck“ in „Humboldt-Villa“ umbenannt wird. Die Villa wurde 100 Jahre nach ihrer Errichtung durch den Lüdenscheider Industriellen Richard Noelle, im Jahr 2013 wiedereröffnet.
Anfang Februar 2013 riss man als erste Maßnahme für den Neubau des Anbaus, den Turm, in dem zuvor der alte Aufzug des Gebäudes ausgebaut worden war, ab.
Bis Ende Juni 2013 war bereits ein Teil der Fassade neu verputzt worden und sieht nun aus wie vor 100 Jahren, als das Haus erbaut wurde. Fachleute hatten dazu alte Bruchstücke analysiert und nach Originalvorbild Konsistenz und Farbe der Putzmasse komponiert. Die Trockenbauer hatten zudem mit den Innenausbauten in der Villa begonnen. Auch der neue Anbau mit Wintergarten wurde zügig angelegt. Auch hier liefen die Arbeiten laut dem Projektleiter termingerecht. Ende Juni 2013 wurde dort die vorletzte Decke gegossen. Die offizielle Eröffnung der „Humboldt-Villa“ fand im Oktober 2013 statt.
Ende Oktober 2013 wurde außerdem das neue Restaurant in den Räumlichkeiten der „Humboldt-Villa“ eröffnet. Es hat 80 Sitzplätze im zentralen Bereich, sowie 20 Sitzplätze im vorgelagerten Bistro.

### Hauptpost
Ein weiterer wichtiger Bau am Rathausplatz 4 ist die Hauptpost von Lüdenscheid. Bis Anfang Juli 2012 waren in der Hauptpost die Sparten Brief und Paket der Deutschen Post / DHL angesiedelt. Danach wurden diverse Teile des Unternehmens zur außerhalb gelegenen Noltestraße verlegt. Die Deutsche Post begründete die Verlegung damit, dass dieser Standort wesentlich näher an der Autobahnabfahrt Lüdenscheid der Bundesautobahn 45 liegen würde und das Gebäude zudem wesentlich geeigneter für die Vor-Sortierung der Post wäre. Der Schalterbetrieb der Postbank, welche ein ganz anderes Unternehmen innerhalb des Post-Konzerns sei, soll an seinem Standort am Rathausplatz 4 nach wie vor bestehen bleiben.
Seit dem Auszug der Deutschen Post aus den oberen Stockwerken stehen weite Teile der Obergeschosse des Gebäudes leer. Bisher konnten für große Teile des Gebäudes noch keine Nachmieter gefunden werden.
Nur in der 2. Etage hatte sich zeitweilig die Lokal-Redaktion der Lüdenscheider Nachrichten eingemietet. Allerdings ist die Redaktion Ende Februar 2014, nach der Fertigstellung des neuen Gebäudes, in ihren Neubau an der Schillerstraße umgezogen.

### Neubau im Gänsegärtchen
Die Grünanlage „Gänsegärtchen“ neben dem Rathaus von Lüdenscheid wurde 2007–2008 mit einem Büro- und Geschäftshaus bebaut. Das Haus hat eine Weißglasfassade und somit ist die Fassadengestaltung an das Äußere des Rathauses angelehnt worden. Vorher mussten einige Bäume auf dem Grundstück gefällt werden. Vor dem Neubau wurde gleichzeitig eine Sitzstufenanlage gebaut, die das Umfeld optisch aufwerten soll. Auf rund 700 m² eröffnete Anfang 2009 die Mayersche Buchhandlung in dem Gebäude eine neue Filiale. Außerdem wurden kurz darauf eine Filiale der Drogeriemarktkette Rossmann und ein Juweliergeschäft in dem Gebäude eröffnet.
Am Samstag, den 19. Januar 2013, erschien ein Bericht in den Lüdenscheider Nachrichten, aus dem hervorging, dass die Mayersche Buchhandlung nach vier Jahren Lüdenscheid wieder verlässt. Der Standort am Sternplatz bzw. an der Altenaer Straße wurde im April 2013 geschlossen. Der Standort habe die Erwartungen, mit denen man 2009 die neue Filiale eröffnet hatte, nur teilweise erfüllt. Die Konkurrenz sei in Lüdenscheid zu groß gewesen. Weitere Argumente für die Schließung seien die schwierige Flächenaufteilung über zwei Etagen und die prognostizierte Entwicklung gewesen. Alle Mitarbeiter hätten eine Zusage für ihre Weiterbeschäftigung an anderen Standorten bekommen. Seit der Schließung der Buchhandlung im April 2013 stehen die Räumlichkeiten leer. Ende September 2012 wurde von der Mayersche Buchhandlung bereits der Standort in der Iserlohner Innenstadt geschlossen. Neben der Filiale in Lüdenscheid werden auch zwei weitere Filialen in Hamm und im Bochumer Ruhrpark im Jahr 2013 geschlossen. 2012 gab es bereits Filialschließungen in Leverkusen und Köln.
Anfang August 2013 wurde bekanntgegeben, dass in das leere Lokal der Mayerschen Buchhandlung ein neues Geschäft mit breit gefächertem Sortiment einziehen wird. Der Mietvertrag für das Ladenlokal sei bereits unterzeichnet. Anfang September solle die Eröffnung des neuen Geschäftes erfolgen. Der Verkaufsraum soll sich im Untergeschoss befinden, ein Teil des Obergeschosses will der Betreiber als Neben-, Lager- und Sozialräume nutzen. Insgesamt sollen bis zu 15 Beschäftigte in der neuen Filiale Arbeit finden.

### Neumann-Brunnen
In der Mitte des Sternplatze befindet sich der „Neumann-Brunnen“ aus den späten 1970er Jahren. Auf der runden Einfassungsmauer des Bassins befinden sich Reliefdarstellungen zur Stadtgeschichte von Lüdenscheid. Zudem zeigen seit Mai 2009 sechs Steintafeln in den jeweiligen Himmelsrichtungen die Partnerstädte (Brighouse, Den Helder, Leuven, Myślenice, Romilly-sur-Seine und Taganrog) mit ihrer Entfernung zu Lüdenscheid an.

### Onkel Willy und Felix
Ein wichtiges Wahrzeichen der Stadt Lüdenscheid wurde im Zuge der Umbauarbeiten 2007 restauriert. Es handelt sich um die Bronzeplastik Onkel Willi und Felix auf dem Sternplatz. Das Kunstwerk wurde 1978 von Waldemar Wien geschaffen und am 3. April 1981 auf dem Sternplatz der Öffentlichkeit von Lüdenscheid übergeben.

### Rathaus
Das Rathaus von Lüdenscheid am Rathausplatz 2 ist bis heute eines der wichtigsten Gebäude in der Innenstadt. Es wurde ab 1956 erbaut und 1964 von der Stadtverwaltung bezogen. Ab dem Jahre 2001 fand eine Umgestaltung und Sanierung des Gebäudes statt und seit 2006 wurde auch eine Neugestaltung des Umfeldes durchgeführt. Das Rathaus selbst befindet sich am zentral gelegenen Rathausplatz und dem daneben gelegenen Sternplatz und umfasst neben der Stadtverwaltung seit einigen Jahren auch 2 Cafés (1 Eiscafé und 1 Café einer Cafékette) sowie 2 Geschäfte im Erdgeschoss.
Zum Rathauskomplex gehört außerdem ein Parkhaus sowie eine Fußgängerbrücke über die Altenaer Straße zum gegenüber liegenden Stern-Center. Der Rathausplatz wurde ebenfalls komplett umgebaut. Die alten Pavillons wurden abgerissen und durch neue Bäume sowie einen Brunnen ersetzt. Außerdem wurde die gesamte Pflasterung des Rathausplatzes, sowie des Sternplatzes und zum Teil der angrenzenden Straßen (Teile der Knapper Straße, Wilhelmstraße und Altenaer Straße) erneuert.

### Rathausplatz
Der Rathausplatz von Lüdenscheid hat ebenfalls eine bewegte Geschichte hinter sich.
Bereits 1973 wurde zur Entlastung vom Autoverkehr der Rathaustunnel gebaut. Dadurch wurde es möglich, sowohl den Rathausplatz, als auch diverse angrenzende Straßen zu autofreien Flächen umzugestalten. So entstand eine Fußgängerzone, die bis heute fast die gesamte Innenstadt durchzieht.
Mittwochs und samstags findet auf dem Rathausplatz in der Innenstadt der Wochenmarkt von Lüdenscheid statt.
Im Rahmen der Lichtrouten 2013 wurden mehrere Gebäude und Teile des Rathausplatzes beleuchtet. Unter anderem wurden das Gebäude der Hauptpost, das „Gothaer-Haus“ und der Platanenhain auf der Mitte des Platzes beleuchtet.

### Sauerfelder Straße
Ein weiteres wichtiges Bauprojekt für die Innenstadt war die Neugestaltung des Zentralen Omnibusbahnhof „Sauerfeld ZOB“. Die beiden Fußgängertunnel wurden neu gestaltet und haben zum Teil neue Zugänge erhalten. Außerdem wurde der Bereich zwischen dem Zentralen Omnibusbahnhof „Sauerfeld ZOB“ und dem zentralen Sternplatz komplett neu gestaltet. Der obere Fußgängertunnel hat zusätzlich noch 2 Aufzüge an beiden Enden erhalten. Die Haltestellenschilder und die Elektronischen Fahrgastinformationsanzeigen sowie die Laternen wurden ebenfalls am „Sauerfelder ZOB“ neu gestaltet. Auch der Kiosk, die Wartebereiche und die Sitzelemente wurden umgebaut und sollen in Zukunft noch weiter ausgebaut und erneuert werden. Die Pflasterung des Fußgängerweges und die Teerung der Straße wurde auch auf beiden Seiten des „Sauerfeld ZOB“ komplett ausgetauscht.
Der Brighouse-Park am Busbahnhof „Sauerfeld ZOB“ (nach der Städtepartnerschaft mit der englischen Partnerstadt Brighouse benannt) wurde ebenfalls komplett umgestaltet. Es wurde für 123.000 Euro ein Abenteuerspielplatz mit Kletterwänden, Schaukel, Reck, Sandkasten und Wippgeräten angelegt. Die Eröffnung des Abenteuerspielplatzes erfolgte im September 2011.
Vor einigen Jahren wurde die Hauptstelle der Sparkasse Lüdenscheid an der Sauerfelder Straße 7–11 komplett abgerissen und neu errichtet. Das neue Gebäude hat vor allem viele moderne Glas- und Stahlelemente in seiner Fassade enthalten und die neue Schalterhalle wirkt dadurch sehr hell und lichtdurchflutet. Das alte Gebäude hatte bis dahin noch eine im alten Stil gebaute Schalterhalle enthalten und war eher noch im etwas gediegeneren Nachkriegsstil gehalten worden. Bereits zuvor wurde an der gegenüberliegenden Seite der Jockuschstraße ein weiteres Gebäude für die Sparkasse Lüdenscheid errichtet, in dem sich heute auch Arztpraxen, ein Parkhaus und andere Geschäfte sowie ein Autoschalter der Sparkasse Lüdenscheid mitbefinden.
Auch das Gebäude der Volksbank im Märkischen Kreis wurde in den Jahren 2009–2010 aufwändig saniert. Das Bankgebäude hat dadurch eine klar gegliederte Fassade aus hellen, pulverbeschichteten Metallplatten erhalten. Außerdem wurden neue bodentiefe Fenster mit besserem Dämmschutz in die Fassade eingesetzt. Zusätzlich wurde der Eingangsbereich mit einer aufwändigen Treppenkonstruktion erneuert. Diese Baumaßnahmen erfolgten zu der Zeit, wo es weitere Bauarbeiten am Busbahnhof „Sauerfeld ZOB“ gab.
Zwischen dem Gebäude der Volksbank im Märkischen Kreis und der Sparkasse Lüdenscheid befindet sich an der Sauerfelder Straße 7 das Gebäude der ehemaligen Reichs- und Landeszentralbank Lüdenscheid. Es wurde 1891 gebaut und 1914 angebaut. Das Gebäude gehört heute zur Sparkasse Lüdenscheid und wird auch weiterhin als Bankgebäude genutzt. Seit 1984 gehört das Gebäude als Nr. 5 zur Liste der Baudenkmäler in Lüdenscheid.
Das Sauerland-Center an der Sauerfelder Straße 2, welches jahrzehntelang das Altenheim Hohenhof, einen Supermarkt im unteren Geschoss sowie mehrere Arztpraxen enthielt, steht momentan zu großen Teilen leer. Im Juli 2009 war das Altenheim Hohenhof vom Sauerland-Center in den gegenüberliegenden ehemaligen Brauckmann-Komplex umgezogen. Bisher ist noch keine Nachfolgenutzung des Gebäudes öffentlich bekannt gegeben worden.
Im Umfeld des Kulturhauses und unterhalb des Neubaus des Märkischen Zeitungsverlag (MZV) bildet der Stadtgarten zwischen Schillerstraße und Sauerfelder Straße das grüne Umfeld des Kulturhauses. Diese Fläche entstand durch den Abriss älterer Bauten; unter anderem befanden sich hier die traditionsreichen Veranstaltungssäle „Concordia“ und „Erholung“, die zwei ehemalige Vorgänger des heutigen Kulturhauses waren.
Im Kulturhausgarten wurde Ende Juni 2013 eine Edelstahlplastik von Ansgar Nierhoff wieder aufgestellt. Im November 1975 war damals bereits dieselbe Plastik auf dem Rathausplatz zwischen den ehemaligen Pavillons aufgestellt worden. Nach diversen Umbauarbeiten auf dem Rathausplatz wurden diese allerdings bis vor kurzem eingelagert.

### Schillerstraße
Der Rosengarten am ehemaligen „Schillerbad“ (dem heutigen „Brauhaus“) wurde ebenfalls komplett neu gestaltet. Vor ein paar Jahren war dies eine Grünfläche gewesen, die aufgrund ihres maroden Zustandes überarbeitet werden sollte. Einige der Bäume wurden erhalten und die grüne Freifläche wurde zum Großteil mit Steinplatten überdeckt. Dadurch wurde es auch möglich, Wasser-Spielgeräte für Kinder an den Treppenanlagen vor dem „Brauhaus“ zu installieren. Lt. einem Artikel aus den Lüdenscheider Nachrichten vom 2. März 2013 muss aufgrund von massivem Pilzbefall ein weiterer, prägender Ahornbaum im Rosengarten gefällt werden. Danach soll jedoch ein junger Baum an dessen Stelle neu gepflanzt werden.
Das „Brauhaus“ selber wurde 1905 als öffentliche Badeanstalt „Schillerbad“ eröffnet. In den 1990er Jahren hat ein Investor das Gebäude aufwändig saniert und einen gastronomischen Betrieb mit Hotel und Biergarten in das alte Gebäude integriert. Das historische Flair selber erinnert jedoch immer noch an das alte Schwimmbad.
Das nebenstehende Gebäude an der Schillerstraße 3 (neben dem Rosengarten), was bis zur Erweiterung des Stern-Center eine Filiale des Modeunternehmens C&A enthielt, beinhaltet nun ein neues Modegeschäft. Die Planungen für das Modehaus fingen Anfang Juni 2013 an. Die offizielle Eröffnung des neuen Modehauses erfolgte am 28. August 2014.
Zwischenzeitlich war in dem Gebäude an der Schillerstraße 3 auch die Filiale der C&A-Tochter Avanti eingezogen. Die neue Filiale des Modehauses C&A existiert weiterhin in dem Erweiterungsbau des Stern-Centers.
Der Märkische Zeitungsverlag (MZV) gab am 13. Mai 2011 bekannt, dass sein alter Stammsitz an der Schillerstraße 20 in der Lüdenscheider Innenstadt abgerissen und durch einen 3-stöckigen Neubau mit unterirdischem Parkhaus ersetzt wird. Die Nutzfläche des neuen Gebäudes beträgt 1505 Quadratmetern. Zusätzlich gibt es daneben noch einen weiteren 3-stöckigen Neubau mit 1585 Quadratmetern. Teilweise sollen die Flächen von den neuen, beiden Gebäuden vermietet werden. Mit dem Abriss des alten Gebäudes wurde am 2. Januar 2012 begonnen. Am 3. Dezember 2012 wurde bekannt, dass Ende des 4. Quartals 2013 beide Bauten stehen sollen.
Nach der Fertigstellung des neuen Gebäudes ist Ende Februar 2014 die Redaktion der Lüdenscheider Nachrichten in ihren Neubau an der Schillerstraße umgezogen.
Im Umfeld des Kulturhauses und unterhalb des Neubaus des Märkischen Zeitungsverlag (MZV) bildet der Stadtgarten zwischen Schillerstraße und Sauerfelder Straße das grüne Umfeld des Kulturhauses. Diese Fläche entstand durch den Abriss älterer Bauten; unter anderem befanden sich hier die traditionsreichen Veranstaltungssäle „Concordia“ und „Erholung“, die zwei ehemalige Vorgänger des heutigen Kulturhauses waren.
Im Rahmen des Neubaus des Märkischen Zeitungsverlag (MZV) soll auch die Anbindung vom Kulturhausgarten in Richtung Altstadt aufgewertet werden. Der Märkische Zeitungsverlag möchte im Zuge des Medienhaus-Neubaus an der Schillerstraße auch die Anbindung an den Kurt-Weill-Weg, die Turmstraße sowie den Kulturhausgarten umfassend erneuern. Es soll eine neue Stufenanlage aus dem Park heraus gebaut werden, die sowohl den Durchgang durch die beiden neuen Gebäude in Richtung Turmstraße als auch in Richtung Kulturhaus ermöglichen soll. Die Kosten hierfür will der Bauträger übernehmen, also der Märkische Zeitungsverlag.
Im Kulturhausgarten wurde Ende Juni 2013 eine Edelstahlplastik von Ansgar Nierhoff wieder aufgestellt. Im November 1975 war damals bereits dieselbe Plastik auf dem Rathausplatz zwischen den ehemaligen Pavillons aufgestellt worden. Nach diversen Umbauarbeiten auf dem Rathausplatz wurden diese allerdings bis vor kurzem eingelagert.

### Stern-Center
Ein weiteres, zentrales Bauprojekt der Innenstadt war das damalige Einkaufszentrum City-Center, was 1993 nach erfolgtem Umbau als Stern-Center wiedereröffnet wurde. Einige Jahre später wurde das Stern-Center um das ehemalige Gebäude des Kaufhof erweitert und der erste Bauabschnitt wurde im Frühjahr 2008 fertiggestellt. Die Teileröffnung der Erweiterung fand am 22. Mai 2008 um 8 Uhr morgens statt. Diese hat dem Center außerdem einen Ausgang zum zentralen Sternplatz gebracht, den es bisher in dieser Form noch nicht gegeben hatte. Die Gesamteröffnung der Erweiterung erfolgte im Herbst 2008. Das Stern-Center umfasste 2015 ca. 30.000 m² auf 4 Ebenen sowie ca. 110 Geschäfte aus verschiedenen Branchen. Im Schnitt wird es täglich von 27.119 Besuchern frequentiert, im Betrieb arbeiten 800 Beschäftigte.
Am 23. Februar 2013 erschien ein Bericht in den Lüdenscheider Nachrichten, dass die momentan leerstehende Wehmeyer-Ladenfläche im Stern-Center ab 1. März 2013 wieder vermietet sein soll. Das Sortiment des neuen Geschäftes reiche demnach von Saisonartikeln zu Ostern oder Weihnachten bis hin zu praktischen Helfern für den Haushalt. Die Ladenfläche soll wie bisher auch weiterhin als Durchgangsfläche von der Brücke vom Rathausplatz zum Inneren des Stern-Center dienen. Die Stadt Lüdenscheid besitzt für den Durchgang quer durch die Ladenfläche ein öffentliches Wegerecht. Nach erfolgtem Umbau wurde das neue Geschäft in den Räumlichkeiten offiziell am 28. März 2013 eröffnet.

### Wilhelmstraße
Die Wilhelmstraße erstreckt sich zwischen dem zentral gelegenen Sternplatz und der weiter östlich gelegenen Loher Straße, die bereits zum benachbarten Stadtteil Staberg gehört.
Durch die Erweiterung des in der Innenstadt ansässigen Stern-Center hat die Wilhelmstraße ihre Bedeutung als Einkaufsstraße und Fußgängerzone in weiten Teilen eingebüßt. Insbesondere der obere Teil der Wilhelmstraße weist momentan extrem viele Leerstände auf. Aber auch im unteren Teil der Wilhelmstraße gibt es momentan immer wieder neue Leerstände.
Am 9. März 2013 erschien ein Bericht in den Lüdenscheider Nachrichten, dass an der Wilhelmstraße 11 zum 31. August 2013 ein weiteres 210 m² großes Ladenlokal frei werden soll. In den letzten Jahren hatte dort eine Bäckereikette ihr Ladenlokal mit Café gehabt. Lt. dem Unternehmen habe sich die Wilhelmstraße negativ entwickelt. Es gebe dort lt. dem Unternehmen keinen Kundenstrom mehr. Die beiden anderen Filialen der Bäckereikette sollen weiterhin in Lüdenscheid geöffnet bleiben. Bei der Suche nach neuen Mietern und der Auswahl der Branche sei man lt. dem Vermieter des Gebäudes an der Wilhelmstraße 11 offen. Lt. einem Bericht der Lüdenscheider Nachrichten vom 24. August 2013 möchte im September 2013 eine momentan benachbarte „Sparbäckereikette“ in das leerstehende Ladenlokal umziehen. Dazu laufen seit Mitte August 2013 Umbauvorbereitungen in dem Ladenlokal.
Anfang Juli 2013 wurde bekannt, dass viele Leerflächen in der oberen Wilhelmstraße an neue Geschäfte vermietet werden und dazu die Planungen im Moment laufen sollen. Schon in den Wochen zuvor waren in diverse Ladenlokale bereits neue Geschäfte und Cafés eingezogen.

## Veranstaltungen
Mittwochs und samstags findet auf dem Rathausplatz in der Innenstadt der Wochenmarkt von Lüdenscheid statt. Außerdem wird einmal jährlich (meistens im September oder Oktober) das Stadtfest in der Innenstadt ein Wochenende lang gefeiert. Hierbei bauen viele Vereine ihre Stände und Bühnen auf und sonntags gibt es einen Flohmarkt, der sich fast über die gesamte Altstadt und Fußgängerzone erstreckt. Von Mitte November bis Mitte Januar wird außerdem eine Eisbahn zum Schlittschuhlaufen sowie von Ende November bis Weihnachten der Weihnachtsmarkt auf dem Rathaus- und Sternplatz aufgebaut. Pro Jahr gibt es 4 verkaufsoffene Sonntage in Lüdenscheid, wo viele Geschäfte geöffnet haben und es weitere Sonderaktionen für die Besucher gibt. Im Jahr 2015 sollen die verkaufsoffenen Sonntage am 29. März, 3. Mai, 6. September und 29. November 2015 stattfinden.
Eine weitere regelmäßige Veranstaltung in der Innenstadt sowie den angrenzenden Stadtteilen sind die Lichtrouten Lüdenscheid. Dies sind eine Lichtkunst- und Lichtdesign-Ausstellung im öffentlichen Raum, die in den letzten Jahren von zahlreichen interessierten Besuchern genutzt wurde. Die Ausstellung kommt vor allem aufgrund der in und um Lüdenscheid ansässigen Leuchten- und Elektroindustrie zustande. Die letzten Lichtrouten fanden im Jahr 2010 unter dem Thema „Wunderkammern des Lichts“ statt. Vom 27. September bis 6. Oktober 2013 fanden unter dem neuen Thema „Die Kunst der Projektion“ die Lichtrouten 2013 statt. Der Ausgangspunkt der Lichtrouten war wie bereits in den letzten Jahren weiterhin die Innenstadt von Lüdenscheid. Außerdem waren diverse neue Standorte der Lichtrouten entstanden.

## Verkehrsanbindung

### Bahnverkehr
Am Rande der Innenstadt befindet sich der Bahnhof Lüdenscheid, der durch die Volmetal-Bahn eine stündliche Zugverbindung nach Schalksmühle, Hagen, Herdecke und Dortmund sicherstellt.
Außerdem gibt es seit Dezember 2017 mit der der Oberbergischen Bahn eine direkte Zugverbindung von Lüdenscheid nach Köln. Der Bahnhof Brügge (Westfalen) soll als Verkehrsknotenpunkt aufgewertet werden. Zum Beispiel für alle Fahrgäste, die von Köln nach Hagen oder Dortmund wollen: Sie könnten dann in Brügge von Zug zu Zug umsteigen und sofort weiterfahren, denn die Züge sollen zeitgleich zu beiden Seiten des neuen Bahnsteigs warten. Zu den positiven Effekten der künftigen Linienführung für Lüdenscheid zähle dann auch, dass die Bergstadt von Köln aus ganz ohne Umstieg erreichbar werde. Der Bahnhof Brügge (Westfalen) werde indes auch für alle Fahrgäste aus dem Süden interessant, die von hier aus im Bus weiterfahren könnten.
Es bestanden zudem Planungen, die Volmetalbahn von Dortmund über Hagen nach Lüdenscheid als Stadtbahn umzusetzen. Die Stadtbahn sollte direkt vom Dortmunder Stadtzentrum über das Hagener Stadtzentrum bis direkt in die Innenstadt von Lüdenscheid geführt werden. 1997 wurde dazu ein Konzept zur Regionalstadtbahn Hagen vorgestellt, was trotz des verkehrlichen Nutzens aus Kostengründen abgelehnt wurde.

### Busverkehr
Außerdem liegt der Zentrale Omnibusbahnhof „Sauerfeld ZOB“ der Stadt Lüdenscheid am Rande der Innenstadt. Von dort aus verkehren Busverbindungen der Märkischen Verkehrsgesellschaft (MVG) und der Busverkehr Ruhr-Sieg (BRS) in alle Stadtteile der Stadt Lüdenscheid sowie in viele weitere Städte in der Umgebung von Lüdenscheid.
Weitere wichtige Bushaltestellen in der Innenstadt sind: „Bahnhof“, „Hauptpost“, „Agentur für Arbeit“, „Humboldtstraße“, „Eduardstraße“, „Wilhelmstraße“, „Geschwister-Scholl-Gymnasium“, „Kulturhaus“ und „Rathausplatz“.

### Straßenverkehr
Die Anbindung an das Bundesautobahnnetz erfolgt über die Abfahrt Nr. 14 Lüdenscheid der Bundesautobahn 45. Diese führt Richtung Norden nach Hagen und Dortmund sowie in Richtung Süden nach Siegen, Wetzlar, Gießen und Frankfurt am Main. Alternativanschlussstellen sind die Abfahrten Nr. 13 Lüdenscheid-Nord und Nr. 15 Lüdenscheid-Süd der A 45. Auch die beiden Bundesstraßen B 54 und B 229 liegen in der Nähe der Innenstadt und sind innerhalb weniger Fahrminuten gut erreichbar. Viele Parkhäuser und 2 Parkpaletten innerhalb der Innenstadt von Lüdenscheid sichern den Autofahrern genügend Parkmöglichkeiten zu.
Unter dem „Rathausplatz“ verläuft zur Entlastung der umliegenden Straßen und Viertel seit 1973 der „Rathaustunnel“.